# Dimitri Pavlovitch de Russie
Pour les articles homonymes, voir Pavlovitch.
Dimitri Pavlovitch de Russie (en russe : Дмитрий Павлович Романов), grand-duc de Russie, est né le 6 septembre 1891 (18 septembre dans le calendrier grégorien) à Ilinskoïe (Empire russe) et mort le 5 mars 1942 à Davos (Suisse). Petit-fils de l'empereur Alexandre II et cousin de l'empereur Nicolas II, c'est une personnalité de la famille impériale russe, connue notamment pour sa participation à l'assassinat de Raspoutine en 1916 et sa liaison avec la couturière Coco Chanel dans les années 1920.
Orphelins de mère pendant toute leur enfance et éloignés de leur père pendant une grande partie de leur adolescence, le grand-duc Dimitri Pavlovitch et sa sœur sont largement élevés à Moscou par le frère aîné de leur père, le grand-duc Serge Alexandrovitch de Russie, alors gouverneur général de Moscou, et son épouse la grande-duchesse Élisabeth. Serge est assassiné en 1905 et Élisabeth prend le voile quelques années plus tard. Dmitri passera donc une grande partie de sa jeunesse en compagnie de la famille impériale, qui en vient presque à le considérer comme un fils adoptif. Jeune, il poursuit une carrière militaire dans la cavalerie. Cavalier talentueux, il participe aux Jeux olympiques de Stockholm en 1912.
En 1916, le grand-duc Dimitri participe à l’assassinat de Raspoutine à Petrograd. L'empereur l’exile alors sur le front de Perse, ce qui lui permet de s'échapper de Russie pendant la Révolution russe. Le grand-duc passe ensuite le reste de sa vie en exil en Europe occidentale.

## Biographie

### Sous l’Empire (1891-1918)

#### Naissance

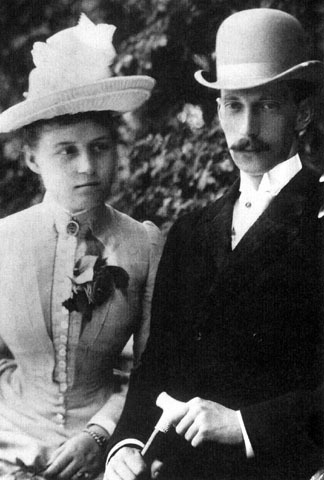
Les parents de Dimitri : Paul de Russie et Alexandra de Grèce en 1889.

Né le 6 septembre 1891 (18 septembre dans le calendrier grégorien), le grand-duc Dimitri Pavlovitch est le deuxième enfant du grand-duc Paul Alexandrovitch (plus jeune fils du tsar « libérateur » Alexandre II, assassiné en 1881 et de la tsarine Maria Alexandrovna) et de sa première épouse, la princesse Alexandra de Grèce (fille du roi Georges Ier de Grèce et de la grande-duchesse Olga Constantinovna).

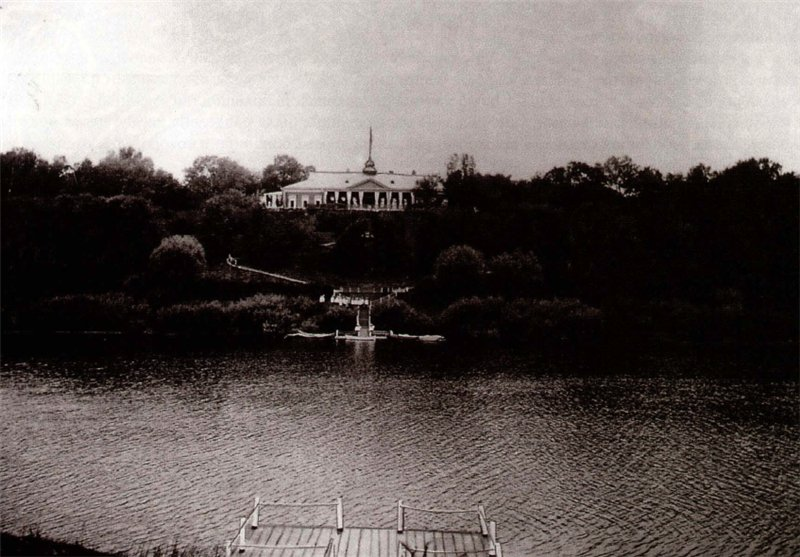
Le domaine d'Ilinskoïe au bord de la Moskova vers 1910.

C'est dans des circonstances tragiques que l'accouchement a lieu. Il naît au domaine rural d'Ilinskoïe dans le gouvernement de Moscou, propriété de campagne de son oncle le grand-duc Serge Alexandrovitch, alors gouverneur général de Moscou, où séjournent ses parents durant l'été 1891. Enceinte de seulement sept mois, Alexandra s'évanouit et se met à faire des convulsions au cours d'une promenade au bord de la Moskova. La grande-duchesse donne alors naissance à un fils prématuré. D'abord laissé pour mort, l'enfant s'en sort finalement indemne mais sa mère s'enfonce dans un profond coma et meurt six jours après sa naissance.

#### Enfance

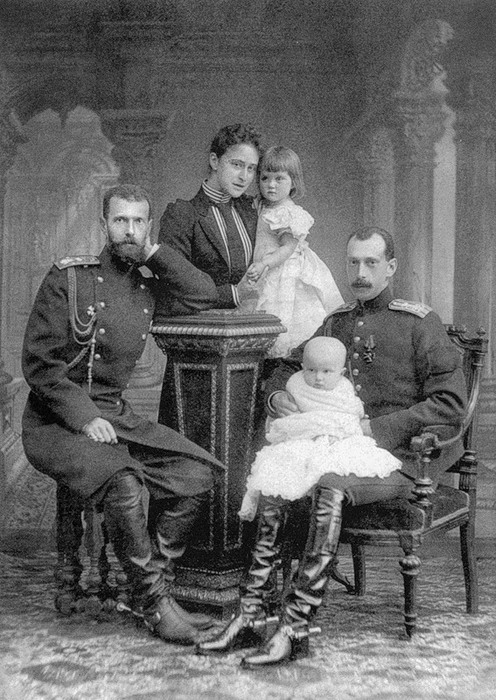
Le grand-duc Serge, sa femme la grande-duchesse Élisabeth, le grand-duc Paul et ses deux enfants, Marie et Dimitri, en 1891.

Le grand-duc Dimitri a une sœur aînée, la grande-duchesse Marie Pavlovna (1890-1958), dont il sera toute sa vie très proche. Le grand-duc Paul est tellement bouleversé par la mort inattendue de sa jeune épouse qu'il néglige d'abord ses deux jeunes enfants. Les enfants sont donc en grande partie confiés au frère aîné de Paul, le grand-duc Serge, et à son épouse, la grande-duchesse Elisabeth Feodorovna, qui n'ont pas d'enfants. Une fois rétabli émotionnellement, le grand-duc Paul reprend les deux enfants avec lui.

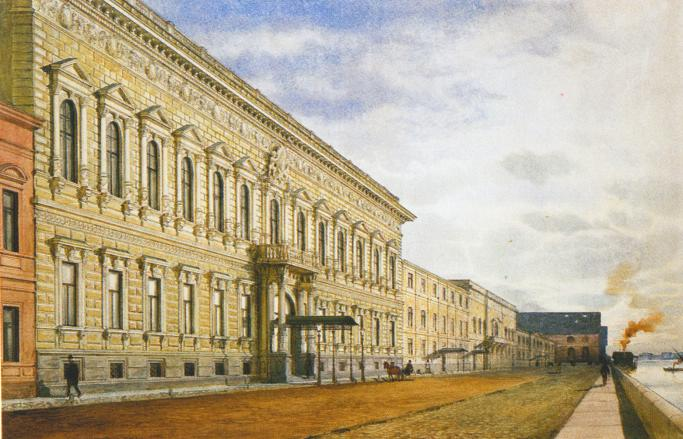
Le palais du grand-duc Paul, sur le quai des Anglais. Tableau d'Albert Benois, 1880.

Veuf, le grand-duc Paul continue à résider avec ses deux enfants dans son palais donnant le quai des Anglais à Saint-Pétersbourg. Le grand-duc aime ses enfants, mais comme c'est l'usage à l'époque, il s'abstient de leur témoigner une affection spontanée. Dimitri et sa sœur sont donc élevés par des gouvernantes et des tuteurs, mais ils adorent leur père qui leur rend visite deux fois par jour. Les enfants passent Noël et plus tard quelques vacances d'été avec le grand-duc Serge et la grande-duchesse Élisabeth. Le couple aménage une salle de jeux et des chambres pour les enfants dans leur maison de campagne d'Ilinskoe.
Malgré l’interdiction de son neveu, le tsar Nicolas II, le grand-duc Paul se remarie morganatiquement en 1902 avec la femme d’un colonel très en vue à Saint-Pétersbourg, Olga von Pistolhkors, titrée comtesse de Hohenfelsen par le roi de Bavière en 1905), dont il aura trois enfants : le prince Vladimir Pavlovitch Paley (1897-1918) et les princesses Irina Pavlovna Paley (1903-1991) et Natalia Pavlovna Paley (1905-1981). En application des règles dynastiques en vigueur de la Maison impériale Romanov prohibant tout mariage morganatique, son neveu, le tsar Nicolas II, lui retire ses droits à la succession impériale et l’exile en France, ne le graciant et titrant sa femme (princesse Paley) qu'à l'occasion de la Première Guerre mondiale, lorsque le grand-duc demande à venir combattre pour la Russie.

#### Adolescence

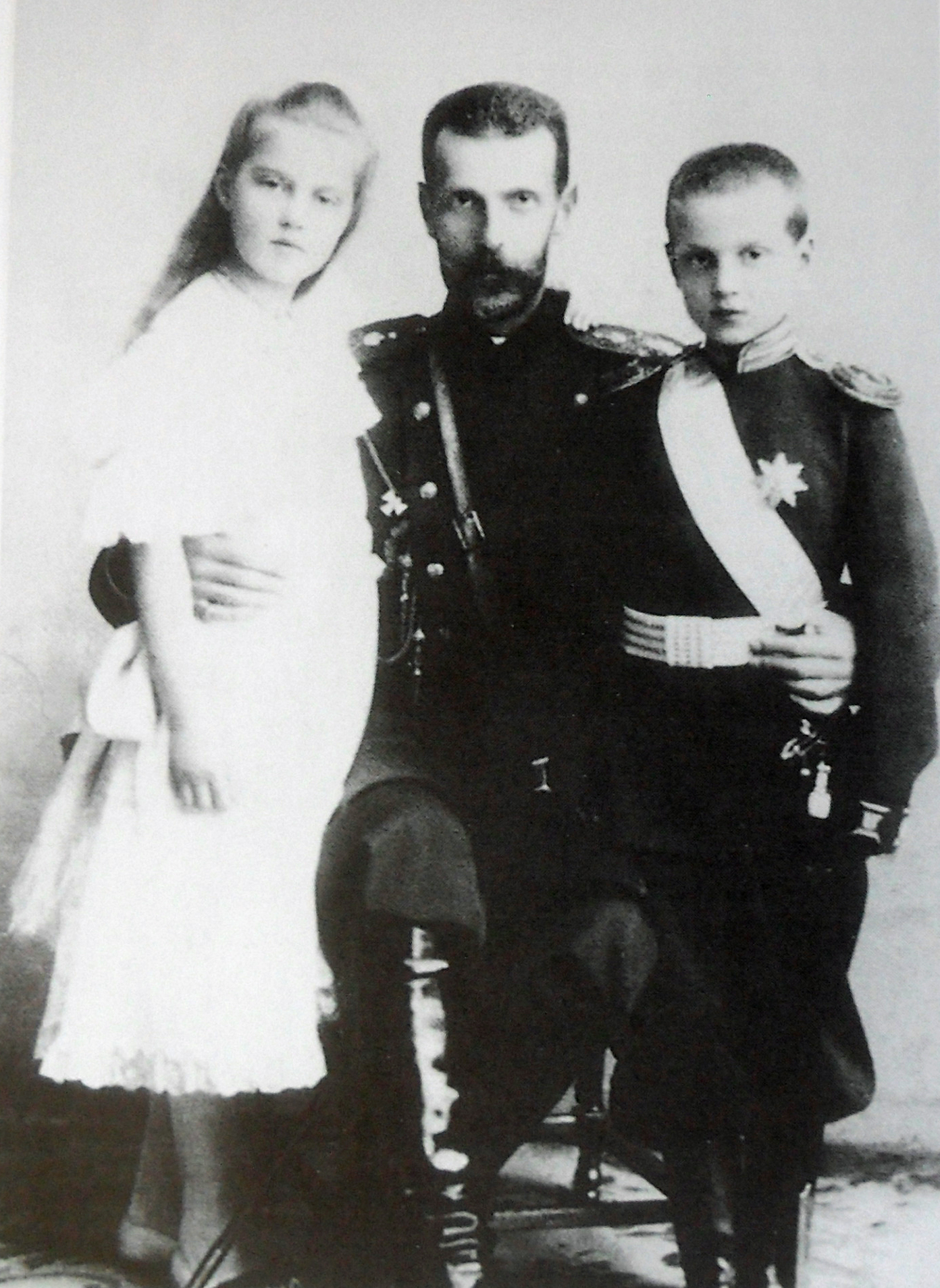
Le grand-duc Serge de Russie, avec la grande-duchesse Marie Pavlovna et le grand-duc Dimitri.

Le grand-duc Paul n'est pas autorisé à emmener ses enfants avec lui en exil. Orphelins de mère, et maintenant aussi éloignés de leur père, le grand-duc Dimitri Pavlovitch et sa sœur sont donc envoyés à Moscou pour être élevés par le frère aîné de leur père, le grand-duc Serge Alexandrovitch de Russie, alors gouverneur général de Moscou, et son épouse la grande-duchesse Élisabeth, sœur de la tsarine Alexandra Feodorovna. Le 4 février 1905 (17 février dans le calendrier grégorien), le grand-duc Serge, récemment ayant démissionne de son poste de gouverneur militaire de Moscou, est assassiné par le poète et socialiste révolutionnaire Ivan Platonovitch Kaliaïev, membre du parti des Combattants socialistes révolutionnaires. La grande-duchesse prend le voile quelques années plus tard (cf. la pièce d’Albert Camus Les Justes).
En 1908, sa sœur Marie Pavlovna épouse le prince Guillaume de Suède, dont elle a un fils, le prince Lennart en 1909. Mais elle quitte la Suède et rejoint la Russie dès 1913, après avoir divorcé au grand scandale de la Cour.

#### Jeunesse

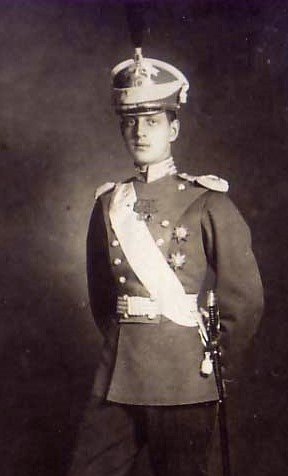
Le grand-duc Dimitri en 1910.

En 1909, Dmitri quitte la garde de sa tante pour s'installer à Saint-Pétersbourg avec son précepteur en chef, le général Laiming, afin d'y poursuivre sa carrière militaire. Il vit d'abord dans le palais vacant de son père sur la Neva, jusqu'à ce qu'il s'installe dans le palais Belosselski-Belozerski situé à l'intersection de la rivière Fontanka et de la perspective Nevski, qu'il a hérité de son oncle, le grand-duc Serge Alexandrovitch.
Dimitri a eu la réputation d’un homme au physique avantageux. Jeune, il est selon la rumeur l'amant du prince Félix Youssoupoff. La grande-duchesse Olga Nikolaïevna, fille de Nicolas II, a été très éprise du charmant grand-duc, si bien que leur union est évoquée en 1912. Pour une raison inconnue, Alexandra Fiodorovna provoque la rupture de ces fiançailles. 

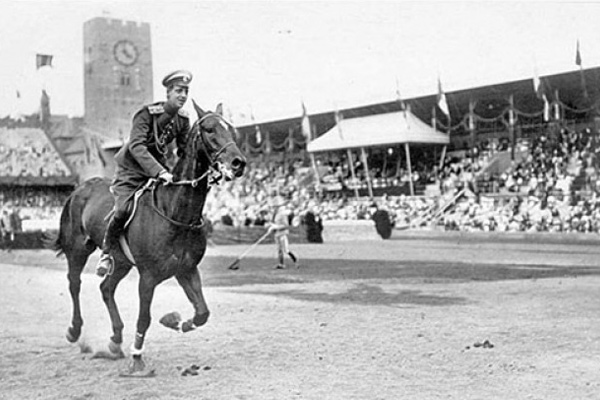
Le grand-duc Dmitri participant aux Jeux olympiques de Stockholm en 1912.

Cavalier talentueux, Dimitri Pavlovitch participe au concours de saut d'obstacles aux Jeux olympiques de Stockholm en 1912, où il s'est classé neuvième dans le concours individuel, tandis que la Russie s'est classée cinquième dans le concours par équipes,. Déçu par le résultat de l'équipe russe,  le grand-duc lance dans les années avant la déclaration de la Première Guerre mondiale, l’idée d'une compétition sportive nationale russe ; un concept qui sera repris plus tard par l’Union soviétique comme la Spartakiade.

#### L’assassinat de Raspoutine

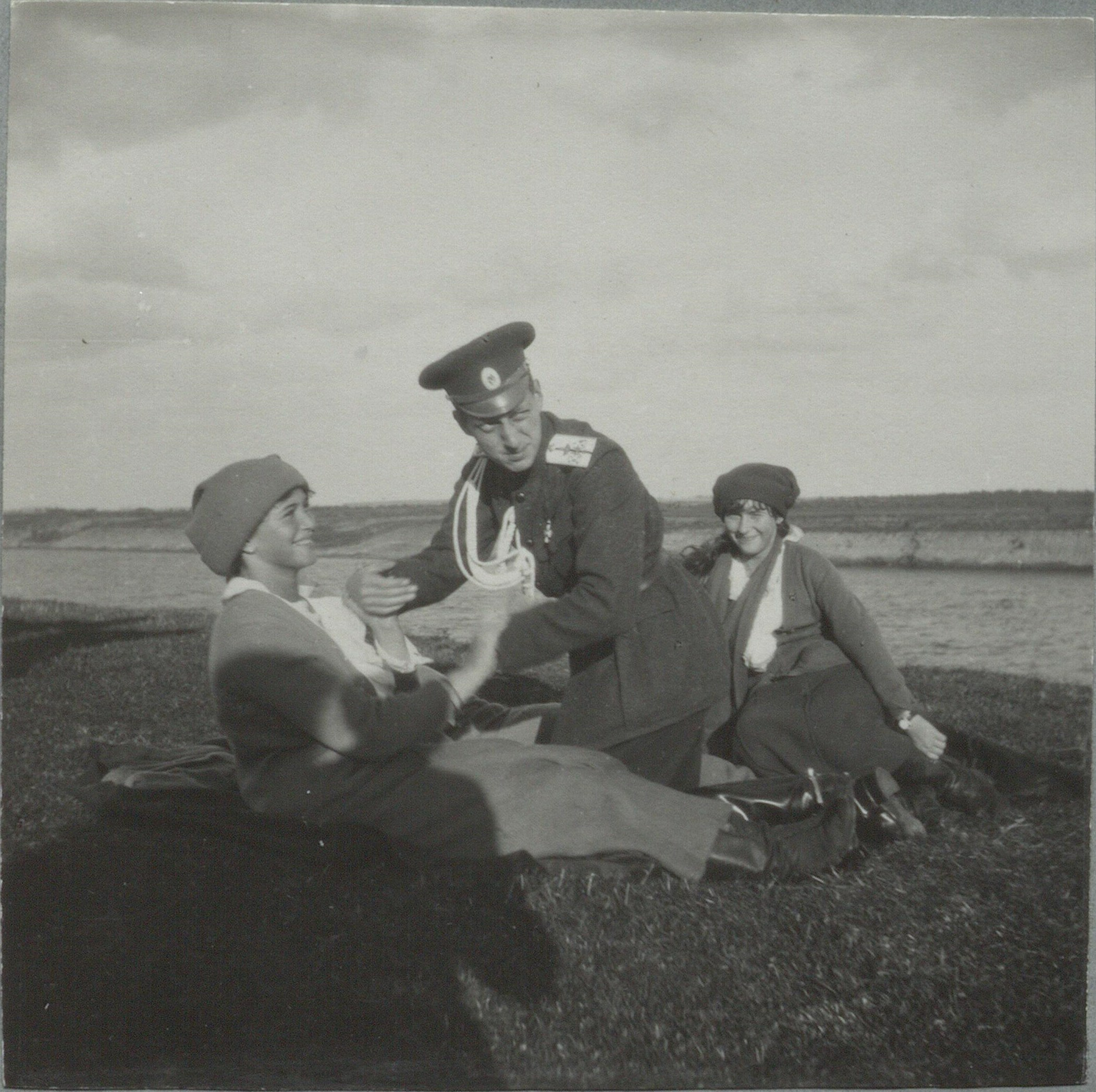
Le grand-duc Dimitri Pavlovitch en compagnie des grandes-duchesses Maria Nikolaïevna et Anastasia Nikolaïevna (filles du tsar Nicolas II) au quartier général de Mohilev en 1916.

Dans la nuit du 29 au 30 décembre 1916, le grand-duc Dimitri Pavlovitch participe à l’assassinat de Raspoutine. Le docteur Stanislas Lazovert (qui était censé avoir fourni le cyanure, mais qui, en fait, ne fournira qu'une poudre inoffensive), le lieutenant Soukhotine, le député à la Douma Pourichkevitch et le prince Félix Youssoupov, époux d'une nièce du tsar, sont également complices du meurtre du « starets ». La participation fatale d'Oswald Rayner sera longtemps gardée secrète. Après l’assassinat de Raspoutine, le grand-duc Dimitri comparaît devant le président du Conseil. Le tsar l’exile alors sur le front de Perse ; cet exil lui sauve la vie, à la différence de son père, de son demi-frère et de sa tante. 

#### Révolution russe
La Russie plonge dans la défaite et le chaos prévus par Raspoutine. Face à la popularité du grand-duc, certains membres de la famille impériale, dont la grande-duchesse Maria Pavlovna, envisagent de pousser le tsar à abdiquer. Leur plan consiste à proclamer l'avènement du tsarévitch Alexis, à envoyer la tsarine dans un couvent et à nommer le grand-duc Dimitri régent de l'empire. Cependant, le tsar abdique en faveur de son frère, le grand-duc Michel, et non de son fils dont l'hémophilie reste méconnue. La renonciation du grand-duc Michel provoque alors la chute de la monarchie russe.
Les membres de la Maison impériale s'exilent ou sont emprisonnés, voire assassinés (révolution d'Octobre ; 7 novembre du calendrier grégorien). Son père, incarcéré à la forteresse Saints-Pierre-et-Paul de Petrograd, est exécuté sommairement, tandis que son demi-frère et sa tante et tutrice la grande-duchesse Élisabeth, exilés en Sibérie, sont précipités vivants au fond d’un puits de mine inondé. Ses demi-sœurs, qui n’avaient pas quinze ans, sont violées par des soldats.

### En exil (1918-1942)

#### Premières années d'exil

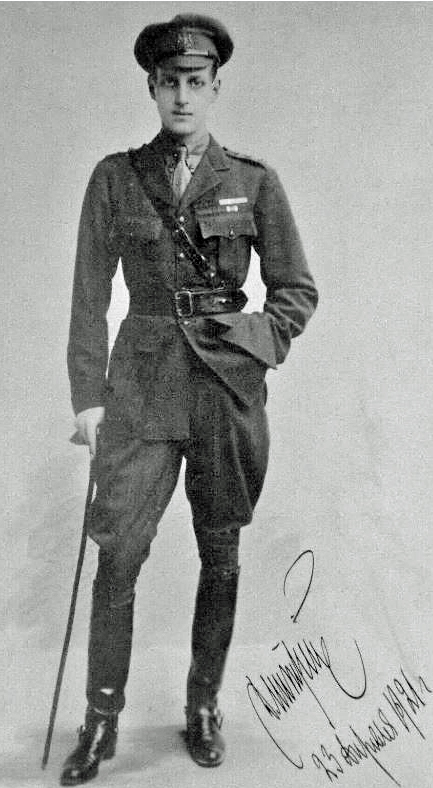
Le grand-duc Dimitri en exil en 1921.

Atteint de tuberculose, Dimitri Pavlovitch est recueilli à Téhéran, après la désagrégation du front russe, par le consul général de Grande-Bretagne en Perse. Il rejoint alors Londres par voie de mer, après un long et difficile périple.

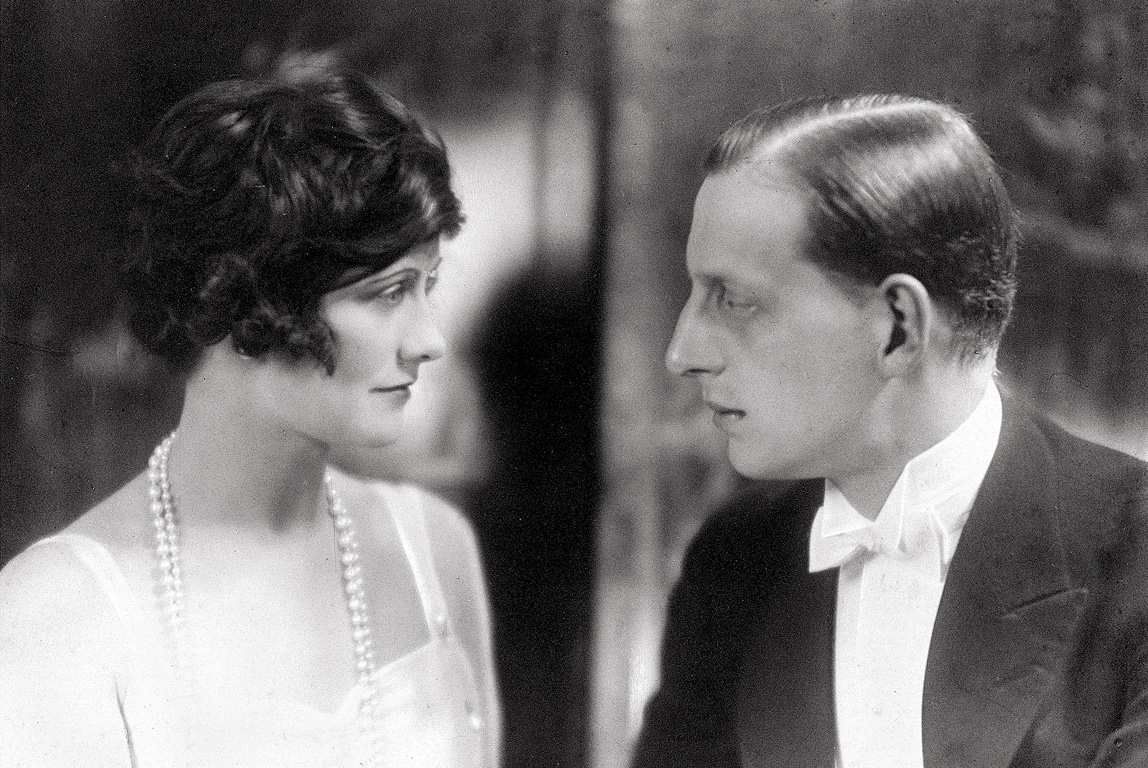
Dmitri Pavlovitch de Russie et Coco Chanel, années 1920.

Installé ensuite à Paris, il y rencontre, grâce à sa sœur, la grande-duchesse Maria Pavlovna, la couturière Coco Chanel, dont il devient l’amant en 1920. C’est le grand-duc Dimitri Pavlovitch qui dessine alors le flacon du parfum No 5 de Chanel, sur le modèle des flasques à vodka de la garde impériale.

#### Mariage

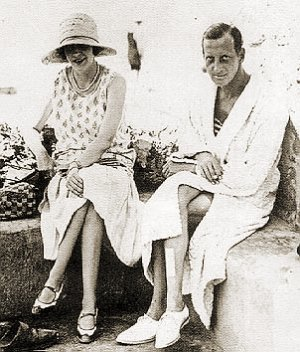
Le grand-duc Dimitri Pavlovitch et son épouse Audrey Emery dans les années 1920.

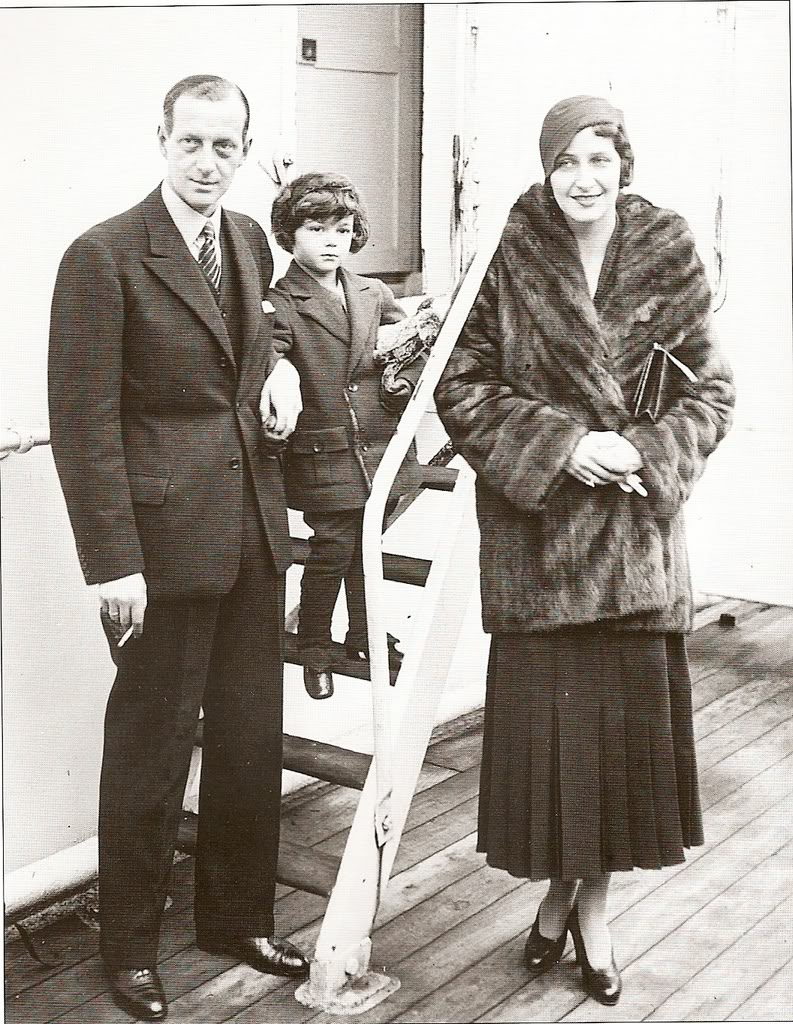
Le grand-duc Dimitri Pavlovitch, son épouse Audrey Emery et leur fils dans les années 1930.

En 1926, il épouse à Biarritz une riche héritière américaine, Audrey Emery (1904-1971), originaire de Cincinnati, titrée princesse Romanovska-Ilinska par le grand-duc Cyrille Vladimirovitch, prétendant au trône de Russie. Il s'installe alors en Floride, où il exerce la profession de courtier en champagne. De retour en France, il vit dans le 8e arrondissement de Paris, d'abord au 76, rue de Miromesnil puis 80, boulevard Maurice-Barrès à Neuilly-sur-Seine, puis enfin à l’hôtel George-V. De son union avec Audrey Emery naît Paul Dimitrievitch, prince Romanovsky-Ilynsky (1928-2004). Le couple divorce en 1937 ; Audrey Emery se remarie deux ans plus tard avec le prince géorgien Dimitri Djordjadze. 

#### Maladie et dernières années
Le grand-duc s’installe alors au château de Beaumesnil (Eure), ultime présent de sa femme avant leur séparation. Il meurt de la tuberculose au sanatorium de Davos, en mars 1942, à l’âge de cinquante ans, loin de son fils, parti vivre avec sa mère aux États-Unis, et loin de sa sœur adorée, alors installée en Argentine. Son neveu, le prince Lennart Bernadotte, le fait inhumer au côté de sa sœur, Maria Pavlovna, dans la chapelle de son château de l’île de Mainau, au bord du lac de Constance.
Le grand-duc Dimitri n'écrivit pas ses mémoires et, à aucun moment de sa vie, il ne dit mot de sa participation à l’assassinat de Raspoutine.

### Sources
- (en) Grant Hayter-Menzies, The Other Grand Dukes, Eurohistory, 2012 (ISBN 9780985460396), « Grand Duke Dimitri Pavlovich ».
- (en) Marco Houston, « Grand Duchess Marie: Eyewitness to the last days of tsarist Russia » [« La grande-duchesse Marie : témoin des derniers jours de la Russie tsariste »], Royalty Magazine, vol. 18, no 07,‎ 2003.
- (en) Hugo Mager, Elizabeth: Grand Duchess of Russia, Carroll & Graf Publishers Inc., 1998 (ISBN 0-7867-0678-3)
- Frédéric Mitterrand, Mémoires d'exil, Paris, Robert Laffont, 1999 (ISBN 2-221-09023-3).
- (en) John Perry et Constantine Pleshakov, The Flight of the Romanovs [« La fuite des Romanov »], Basic Books, 1999 (ISBN 0-465-02462-9).
- Henri Troyat, Nicolas II de Russie, Flammarion, 2008 (ISBN 978-2-08-121187-2)
- (en) John Van der Kiste, The Romanovs 1818–1959 [« Les Romanov 1818–1959 »], Sutton Publishing, 1999 (ISBN 0-7509-2275-3).